# 明け方の若者たち
『明け方の若者たち』（あけがたのわかものたち）は、カツセマサヒコによる日本の小説。2020年6月11日に幻冬舎から刊行された。

## 概要
明大前の飲み会で出会った「彼女」と「僕」の恋愛と、「僕」自身の人間模様を描く。
カツセにとって本作が長編小説デビュー作となり、安達祐実や今泉力哉、村山由佳、尾崎世界観など各界の著名人や全国の書店員から推薦の声が集まり、発売前より重版が決定している。
2021年に映画版が公開された。

## 登場人物
僕
彼女

## 書誌情報
- カツセマサヒコ『明け方の若者たち』幻冬舎、2020年6月11日発売、ISBN 978-4-34-403623-9

## 映画
2021年12月31日に公開。監督は松本花奈、主演は北村匠海。R15+指定。

### キャスト
僕
演 - 北村匠海
主人公。
彼女
演 - 黒島結菜
「僕」が明大前の飲み会で一目惚れする。
尚人
演 - 井上祐貴
僕の同期でのちに親友となる。
石田
演 - 楽駆
「僕」の大学の知人。明大前の「勝ち組」飲み会の主催者。
黒澤
演 - 菅原健
僕と尚人の会社の同期。
桐谷
演 - 高橋春織
「僕」の会社の後輩。
ミカ
演 - 佐津川愛美
「僕」が出会うデリヘル嬢。
中山
演 - 山中崇
「僕」の上司。
知子
演 - 高橋ひとみ
「僕」の母。
沖縄料理屋の女将
演 - 濱田マリ
僕と彼女が飲み会で出会う、明大前の沖縄料理屋「宮古」の女将。
その他
- 三島ゆたか
- 岩本淳
- 境浩一朗
- 永島聖羅
- わちみなみ
- 新田さちか
- 木崎絹子
- 田原イサヲ
- 寺田ムロラン
- 宮島はるか

### スタッフ
- 原作：カツセマサヒコ『明け方の若者たち』（幻冬舎文庫 / 幻冬舎刊）
- 監督：松本花奈
- 脚本：小寺和久
- 音楽：森優太
- エグゼクティブプロデューサー：千葉善紀、津嶋敬介
- プロデュース：中村優子
- 企画プロデューサー：中島叶
- 撮影：月永雄太
- 照明：西村昌幸
- 録音：岩間翼
- 主題歌：マカロニえんぴつ「ハッピーエンドへの期待は」（TOY'S FACTORY）[10]
- 配給：パルコ
- 制作プロダクション：ホリプロ
- 製作：「明け方の若者たち」製作委員会（マイシアターD.D.、パルコ、ホリプロ、S・D・P、トイズファクトリー、カラーバード）

### スピンオフ
＜彼女＞の知られざる“秘密”を描いたアナザーストーリー『ある夜、彼女は明け方を想う』が2022年1月8日よりAmazon Prime Videoにて配信。

#### キャスト
- 彼女：黒島結菜
- 僕：北村匠海
- 彼女の夫：若葉竜也
- 彼女の友人：小野花梨

#### スタッフ
- 作：カツセマサヒコ
- 監督：松本花奈
- 脚本：小寺和久